# Mortimer Collins
Mortimer Collins (født 29. juni 1827, død 28. juli 1876) var en engelsk digter og romanforfatter.